# Gerent
De Gerent is een stoeltjeslift gebouwd door Doppelmayr voor de Mayrhofner Bergbahnen gebouwd in 2005. De kabelbaan verving de oude sleeplift, die op dezelfde plek als deze lift liep.

## Oude lift
Zoals al werd vermeld, liep er op dezelfde plek een oude sleeplift. Deze sleeplift had een capaciteit van rond de 1440 personen per uur. De oude lift was wel korter dan de tegenwoordige stoeltjeslift: 1150 meter lang. Hij begon namelijk hoger (1940 meter) en eindigde lager (2200 meter).

## Nieuwe lift
De nieuwe stoeltjeslift heeft de beschikking over 90 stoeltjes, waarin 6 personen kunnen plaatsnemen. De kabelbaan kan een snelheid van 5 meter per seconde bereiken. De totale capaciteit van de kabelbaan komt dan uit op 2600 personen per uur. Het dalstation staat op de zogenaamde Gerent, op 1841 meter hoogte en het bergstation staat op de Schneekopf, op 2267 meter hoogte.